# Monte Mutis
Monte Mutis (en indonesio: Gunung Mutis) es el punto más alto de la provincia de Nusa Tenggara oriental, en Indonesia, con 2427 metros sobre el nivel del mar. Se encuentra ubicado en la Reserva Natural de Gunung Mutis en la región centro-sur de la regencia de Timor, a 150 kilómetros de Kupang, a unos 40 km al norte de la ciudad de Soe. La montaña es un sitio de escalada popular.